# معركة أم العصافير
معركة أم العصافير أو الحمادة هي معركة جرت يوم الإثنين 28 ربيع الآخر 1301هـ/25 فبراير 1884م في روضة أم العصافير، وسميت بذلك بسبب وقوعها في الحمادة في روضة أم العصافير قرب المجمعة، تحمست قبيلة عتيبة إلى أن تنضم إلى عبد الله بن فيصل آل سعود حينما خرج بأتباعه متجهًا إلى المجمعة لإرجاعها إلى طاعته، فمر في شقراء واستلحق غزو الوشم، ثم سار متجهًا إلى المجمعة في ربيع الأول عام 1301 هـ، وأرسلت تستنجد بحليفها محمد بن رشيد وكذلك حسن المهنا اللذين خرجا بجنودهما من الحاضرة والبادية لنصرة أهل المجمعة. وقد عسكر في سهل حمادة في روضة ام العصافير شمال أشيقر، ومن معسكره أرسل خمسة وثلاثين جمّالًا بقيادة فيحان بن خضر العتيبي لتقصي الأخبار عن معسكر ابن رشيد، لكن ابن رشيد اكتشف أمرهم فقتلهم جميعًا، ثم توجه بقواته كافة لمهاجمة الخصم. فالتقوا بجنود عبد الله بن فيصل ومعه قبيلة عتيبة في سهل الحمادة، وحدث قتال شديد بين الفريقين انهزم فيه عبد الله بن فيصل. وقد قتل في المعركة العديد من رؤساء قبيلة عتيبة مثل «عقاب بن شبنان بن حميد».